# Laelia gigas
Laelia gigas är en fjärilsart som beskrevs av Collenette 1956. Laelia gigas ingår i släktet Laelia och familjen tofsspinnare. Inga underarter finns listade i Catalogue of Life.